# Hipismo nos Jogos Pan-Americanos de 1955
As competições de hipismo nos Jogos Pan-Americanos de 1955 foram realizadas na Cidade do México, no México. Cinco eventos concederam medalhass.

## Medalhistas
| Evento                           | Ouro                                      | Prata                                              | Bronze                 |
| -------------------------------- | ----------------------------------------- | -------------------------------------------------- | ---------------------- |
| Saltos individual detalhes       | Roberto Vinals MEX México                 |                                                    |                        |
| Saltos por equipes detalhes      | MEX México                                | ARG Argentina                                      | CHI Chile              |
| Adestramento individual detalhes | Héctor Clavel CHI Chile                   | Robert Borg USA Estados Unidos                     | José Larraín CHI Chile |
| CCE individual detalhes          | Walter Staley (Dauber) USA Estados Unidos | Octavio Ramírez (Jorge Lucardo Baturro) MEX México | José Pérez MEX México  |
| CCE por equipes detalhes         | MEX México                                |                                                    |                        |

## Quadro de medalhas
| Ordem | País               | Medalha de ouro | Medalha de prata | Medalha de bronze |    |
| ----- | ------------------ | --------------- | ---------------- | ----------------- | -- |
| 1     | MEX México         | 3               | 1                | 1                 | 5  |
| 2     | USA Estados Unidos | 1               | 1                |                   | 2  |
| 3     | CHI Chile          | 1               |                  | 2                 | 3  |
| 4     | ARG Argentina      |                 | 1                |                   | 1  |
| TOTAL | TOTAL              | 5               | 3                | 3                 | 11 |

## Ligação externa
- Jogos Pan-Americanos de 1955